# Pingback
是網誌中用来通知其他网志系统文章被引用情况的一种手段，它出现完全是为了解决Trackback的诸多问题。Pingback可以译作“自动引用通知”，因为Pingback的使用是完全自动的。3G博客网將其翻译为“广播”，是指计算机系统向外部发出引用信息，但也有人認為會與日常生活中的廣播混淆。
當其他人連結至Web作者的網頁時，Web作者獲取通知的方法。這個方法使得Web作者可以追蹤什麼人連結至他的文章。有一些網誌軟體，如WordPress，具有當一篇文章出版的時候，自動pingback這篇文章中所有的連結的功能。
造字：ping-back：ping的回溯。
Ping網路上用來測試其他電腦是否存在的工具，取名字是聲納系統的聲音。
1. Alice寫了一篇文章A
2. Bob看了以後寫了一篇文章B評論A，文章B中有一個LinkA 指向A。（一般來說，B有連結至A，A並不知情）
3. 如何讓A自動知道有人連結到他？可以靠Bob寄信給Alice，或是B所在的伺服器ServerB的程式，自動剖析B上面的連結LinkA，自動通知LinkA所指的A所在的伺服器ServerA
4. ServerA 自動在A的後面的引用清單加上B

Pingback与Trackback的主要区别在于：
1. Pingback使用XML-RPC协议，而trackback使用HTTP POST协议
2. Pingback支持自动察觉，博客系统自动发现文章中的链接，并尝试使用Pingback方式通知这些链接；而Trackback必须手工输入所有链接
3. Pingback发送的文章摘要是链接附近的文章内容，而Trackback则完全需要手工输入摘要